# Parco naturale Fanes - Sennes - Braies
Il parco naturale Fanes-Sennes-Braies (in tedesco Naturpark Fanes-Sennes-Prags, in ladino Parch natural Fanes-Senes-Braies) è un'area naturale protetta della provincia autonoma di Bolzano.
Fu costituito nel 1980, occupando una superficie di 25.485 ettari, ed è uno dei parchi più vasti dell'Alto Adige.

## Territorio
Il parco confina a nord con la val Pusteria, ad ovest con la val Badia a sud con il confine tra l'Alto Adige e il Veneto ovvero con la val Travenanzes, e a est con il parco naturale Tre Cime, precisamente con la val di Landro.
Le cime raggiungono anche le quote dei 3.000 m s.l.m. e sovrastano i vasti altopiani di Fanes, Sennes, Fosses e Prato Piazza (Plätzwiese). Il parco è inoltre attraversato dalle alte vie 1 e 3.
Gli accessi principali al parco sono: le due diramazioni della val di Braies (dall'omonimo lago o da Prato Piazza), il passo del Col de Locia da San Cassiano in Badia e la val di Marebbe, a monte del paese di San Vigilio di Marebbe.
All'interno del parco si trova anche un vecchio forte austroungarico risalente alla prima guerra mondiale, il forte Prato Piazza.

### Geologia e idrologia

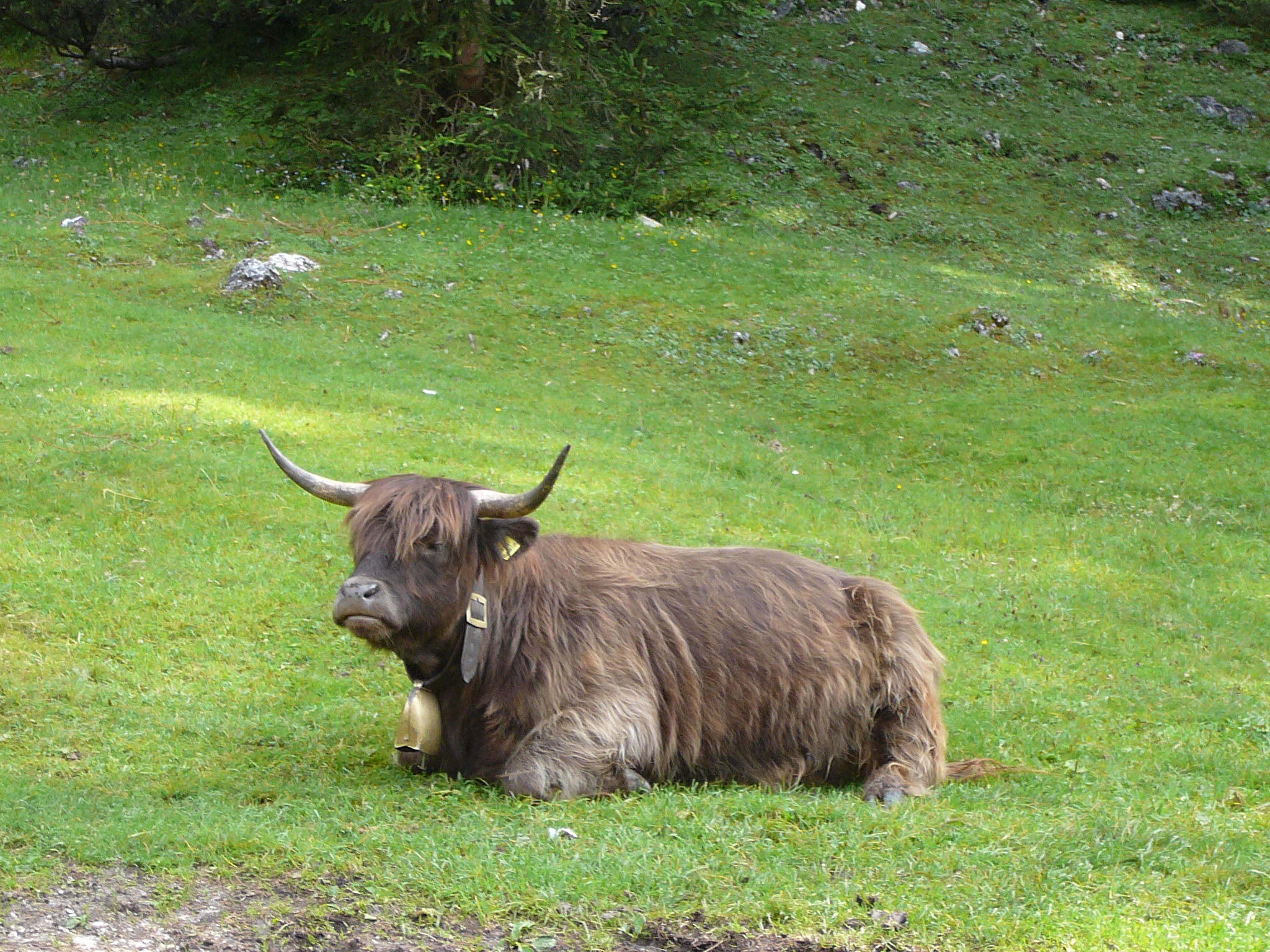
Esemplare di Highlander all'interno del parco

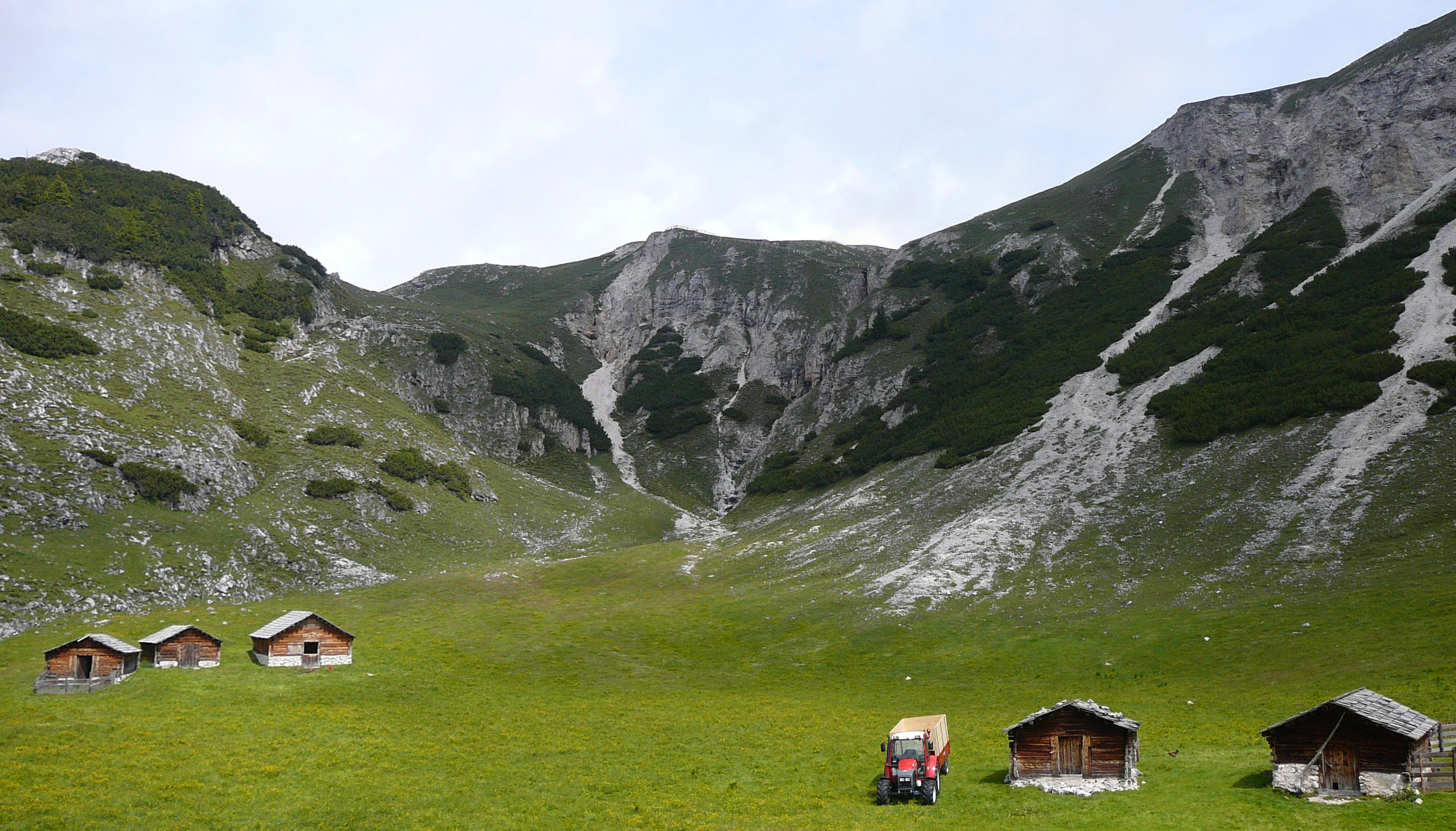
Le Capanne di Fojedöra (2114 m)

Gli altopiani di Fanes, Senes e Fosses sono delimitati da rocce periferiche che si vanno a diramare sui versanti più esterni. Queste rocce sono tipicamente "giovanili" ed iniziano con la dolomia principale.
Sostanzialmente il parco ha una predominanza di rocce del Giurassico e del Cretaceo.
Importante rispetto all'insieme delle Dolomiti, è la geomorfologia di Fanes, Sennes e Fosses, fortemente caratterizzata da fenomeni di carsismo, ad esempio campi carreggiati, fenditure e pozzi.
I principali laghi del parco sono: il lago di Braies, il lago di Dobbiaco, il le de Fojedöra, il lago di Limo, il lago Piciodel e il lago de Rufiedo.

### Cime principali
- Croda Rossa d'Ampezzo, 3.146 m
- Cima Cunturines, 3.064 m
- La Varella, 3.055 m
- Cima Dieci, 3.026 m
- Cima Fanis di Mezzo, 2.989 m
- Cima Nove, 2.968 m
- Monte Cavallo, 2.907 m
- Picco di Vallandro, 2.839 m
- Croda del Becco, 2.810 m
- Col Becchei, 2.794 m
- Monte Pares, 2.396 m
- Monte Serla, 2.378 m
- Monte Specie, 2.307 m

### Comuni del parco
Dobbiaco, Braies, Valdaora, Marebbe, La Valle, e Badia

## Fauna

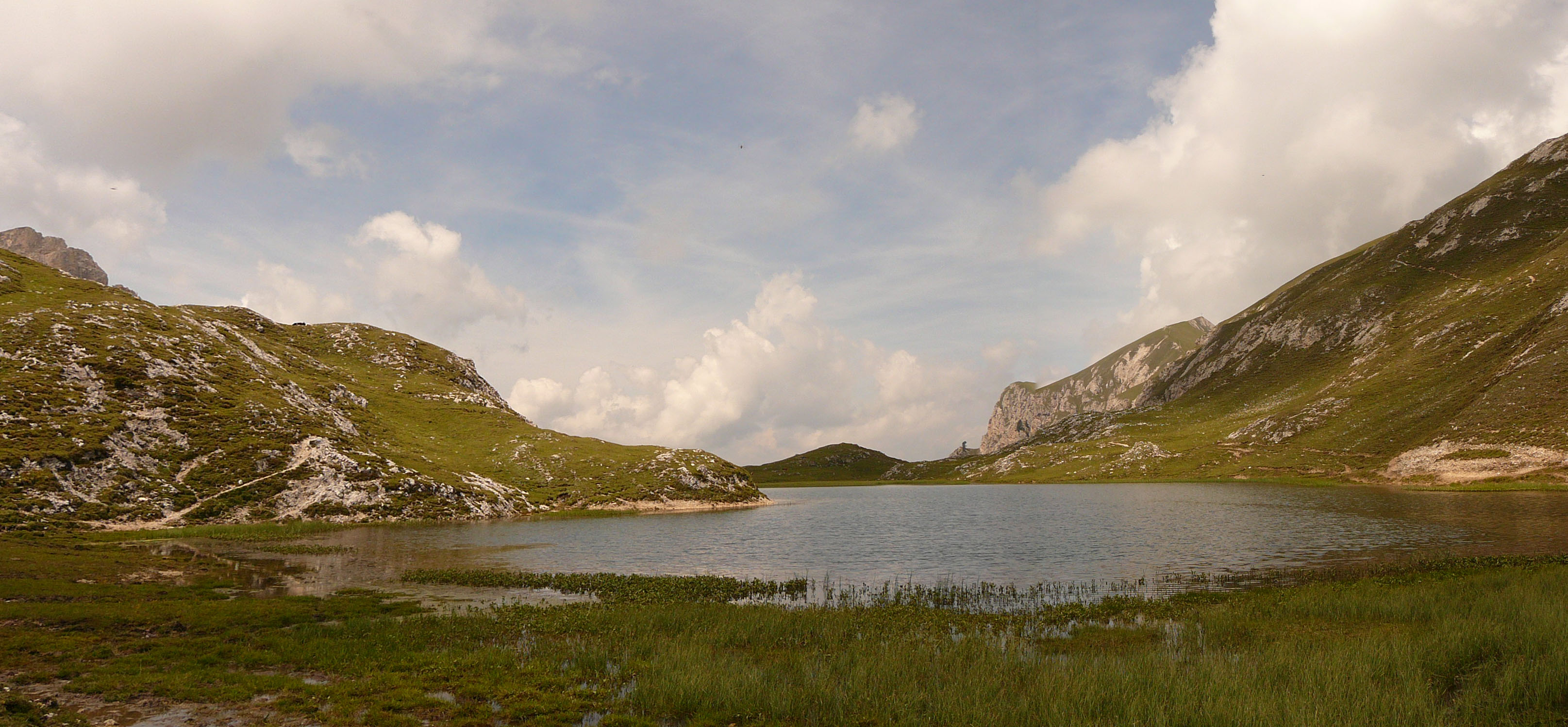
Il Le de Fojedöra

In antichità il parco era frequentato da diversi predatori, come il lupo (l'ultimo ucciso nel 1896), l'orso e la lince, estinti nel XIX secolo. Il 23 settembre 1987, Willy Costamoling, noto personaggio di Corvara, nel corso di un'escursione ha trovato alcuni resti di una specie antica di orso, mai conosciuta prima. Si tratta dell'Ursus ladinicus (ovvero "orso ladino", in onore del popolo ladino), i cui resti sono stati trovati in una grotta delle Conturines a circa 2800 metri di quota. Le analisi hanno rivelato che non si trattava di un unico esemplare, ma di un vero e proprio cimitero, contenente i resti di circa 60 animali, oltre anche a qualche resto di Panthera leo spelaea, ovvero il "leone delle caverne". Le prime analisi facevano risalire le ossa a 50.000-40.000 anni fa; in seguito sono state fatte analisi anche sul DNA scoprendo a tutti gli effetti che si trattava di una nuova specie di orso delle caverne. Le sue dimensioni si stimano essere state di poco inferiori a quelle degli attuali grizzly, ed in particolare, l'orso era erbivoro.
Gli ampi boschi di conifere, vanno a costituire uno degli habitat ideali per il capriolo. Da alcuni decenni è inoltre ricomparso il cervo. Al limite del bosco invece è facile trovare traccia della presenza di tassi e volpi.
Da sottolineare all'interno del parco è la presenza della marmotta, simbolo dello stesso. Questo animale è diffuso ampiamente in tutto il parco. La sua presenza è facilmente rilevabile dai fischi di allarme che le marmotte emettono. Altre specie presenti nel parco sono: il camoscio, lo stambecco, lo Highlander, introdotto da poco tempo, la lepre alpina, la martora, la faina.
L'avifauna comprende: il fagiano di monte, il francolino di monte, il gallo cedrone, il gufo reale, la civetta nana e l'aquila reale. Al limitare del bosco vivono anche picchi, cinciallegre e beccacce.

## Strutture ricettive

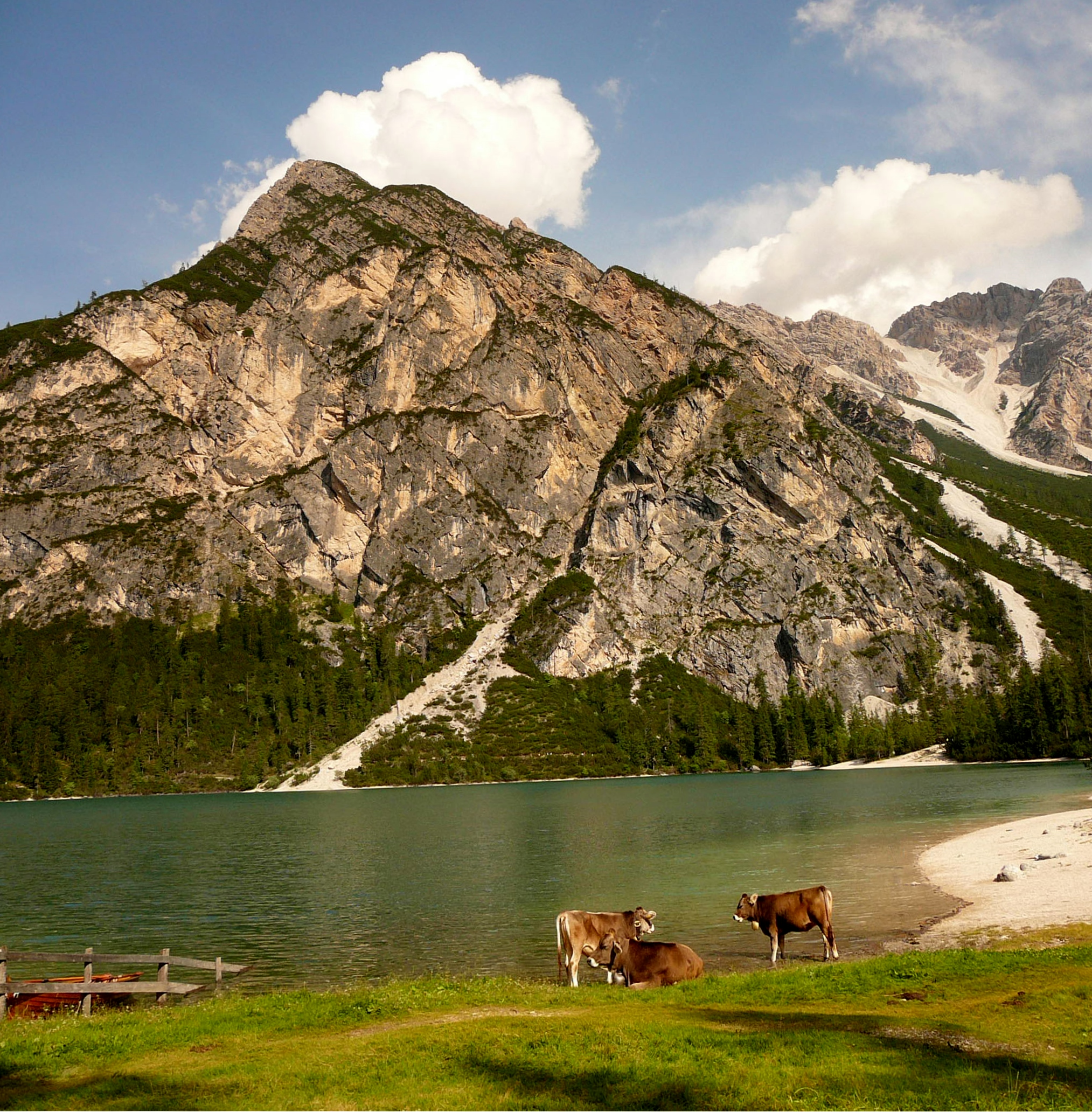
Il lago di Braies

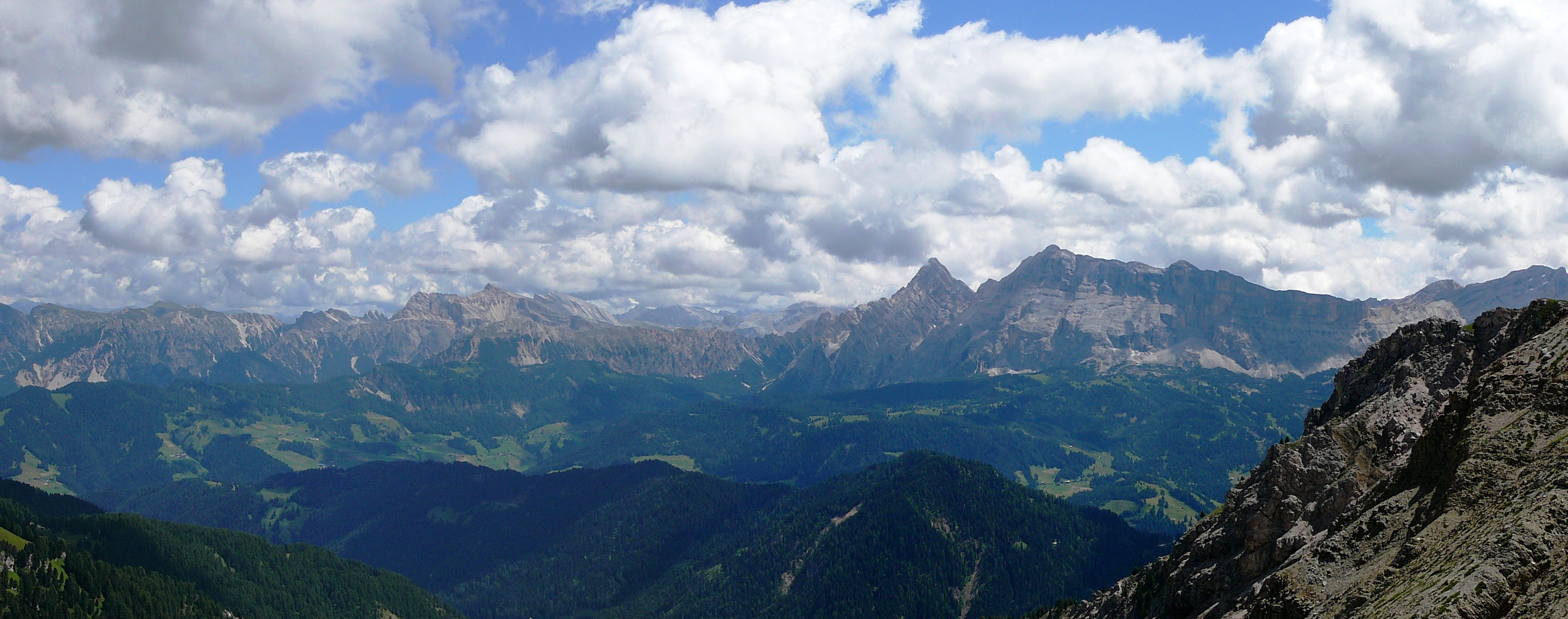
Cime dolomitiche al confine ovest del parco

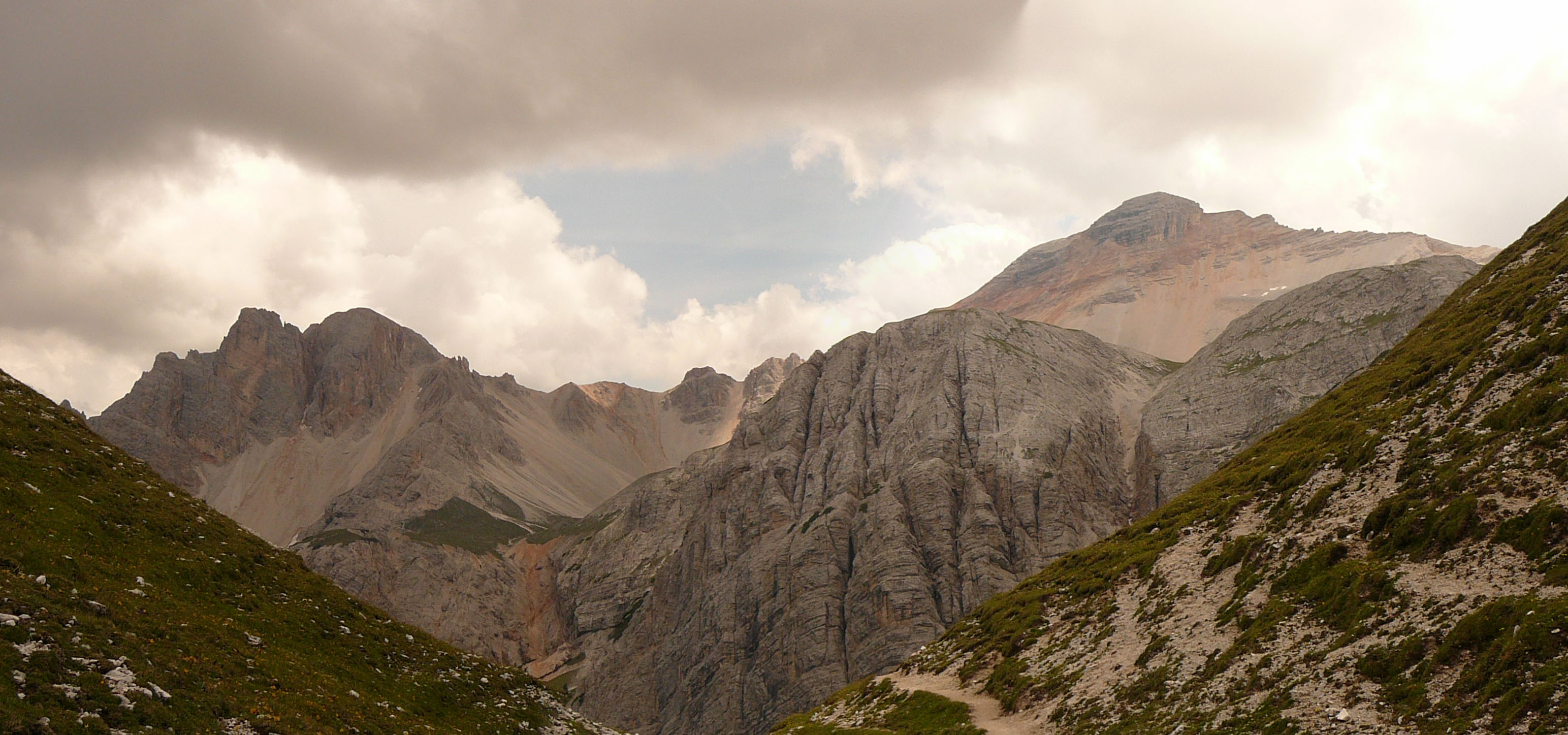
Cime dolomitiche all'interno del parco

A San Vigilio di Marebbe è stato edificato un centro visite del parco naturale, ad accesso libero, che raccoglie in un suggestivo edificio in legno, informazioni e curiosità del parco. Qui i visitatori possono ricevere informazioni sul parco (ambiente, geologia, paleontologia, attività umane).
Il centro è visitabile da martedì a sabato da maggio ad ottobre, e da dicembre a marzo.
All'interno del parco esistono invece diversi rifugi alpini:
- rifugio Pederü
- rifugio Lavarella
- rifugio Sennes
- rifugio Ütia Fodara Vedla
- rifugio Fanes
- rifugio Scotoni
- rifugio Vallandro

## Itinerari

### Lago di Braies - le de Fojedöra - lago di Braies
- giro completo 6/7 ore, 800 m disl, difficoltà media

Dal lago di Braies (1520 m), si raggiunge la sponda meridionale ai piedi della Croda del Becco (2810 m) lungo la passeggiata (sentiero 1). Giunti ad un ponticello, si prende il sentiero numero 19, che si inoltra nel bosco raggiungendo in breve malga Foresta (30 min), dove si possono vedere alcuni animali al pascolo, tra cui alcuni esemplari di Highlander.
Proseguendo per il sentiero, ci si inoltra nella val di Foresta (Grünwaldtal), fino a giungere ad uno spiazzo con una baita, dove solitamente si radunano alcuni capi di bestiame. Qui si trova il primo bivio, e si prende il sentiero che sale sulla destra, mentre si ritornerà dal sentiero a sinistra (nº 25), proveniente dalla val dei Larici (Lärchental).
Qui si inizia la vera e propria salita, fino a giungere alle Capanne di Fojedöra (2114 m). Da qui in mezz'ora si raggiunge il lago Le de Fojedöra (it. lago dell'Alpe dei Colli Alti, ted. Hochalpen-See, 2252 m). Qui si possono ammirare le cime circostanti: il Piz da Peres (2507 m) e la punta tre Dita (2479 m).
Dal lago si prende il sentiero 24, che senza troppo dislivello ci porta all'incrocio tra la valle dei Larici e la val de Ciastlins (oltre la forcella). Da qui si prende il sentiero 25 che ridiscende la val dei Larici offrendo un interessante panorama: la Croda del Becco (2810 m) e il Muntejela de Sennes.
Si giunge così al bivio raggiunto già in precedenza, con il sentiero 19, e in breve si arriva al lago di Braies.

### Capanna Alpina - rifugio Fanes - rifugio Pederü

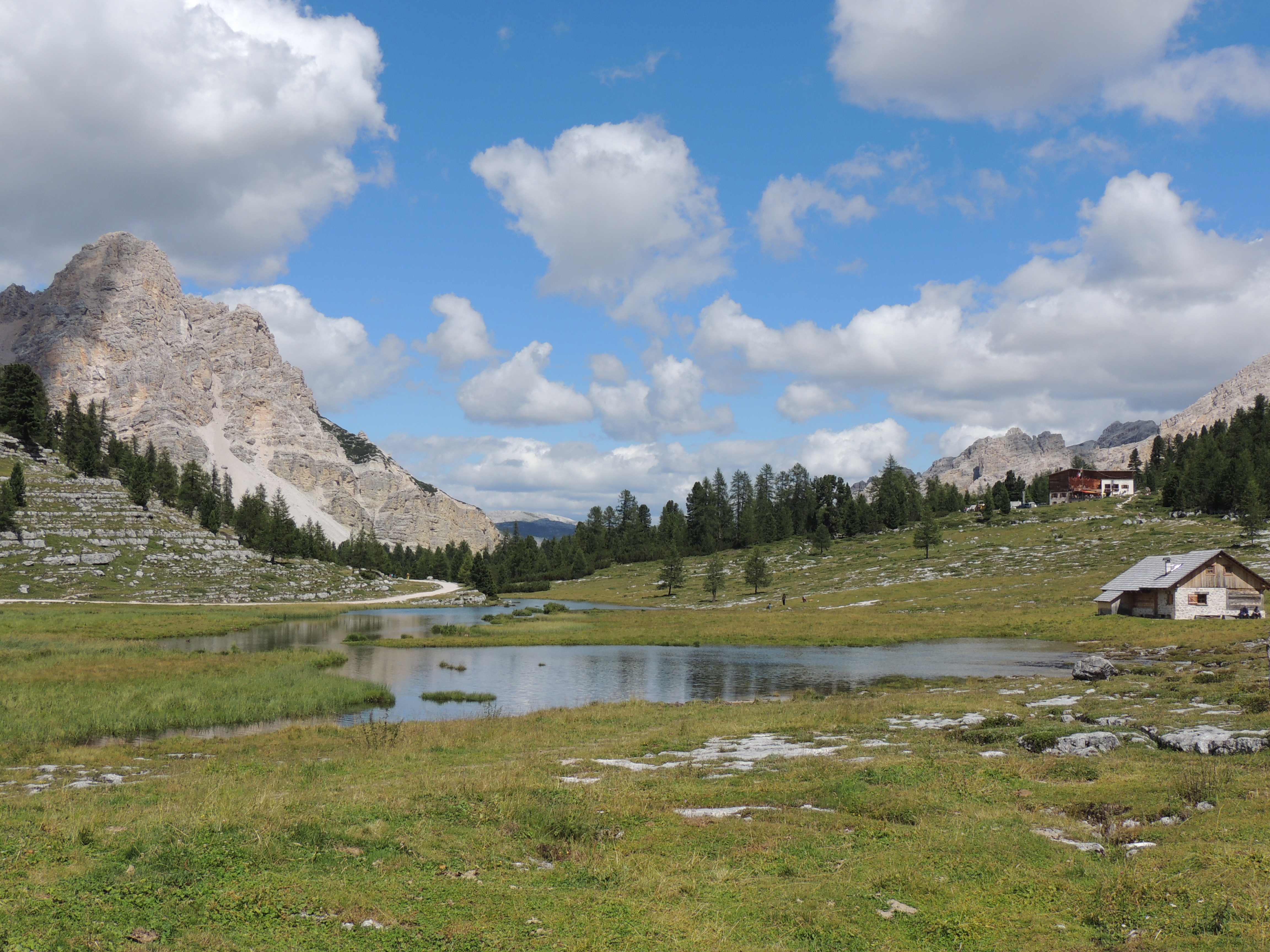
Il "parlamento delle marmotte"

- giro completo 4/5 ore, 600 m disl, difficoltà medio-facile.

Partendo dalla capanna Alpina (1732 m) nell'alta valle di San Cassiano, si procede sul sentiero n. 11, inizialmente abbastanza pendente, per raggiungere in circa 1 ora un primo bel punto panoramico presso il col de Loćia (2069 m). Da qui, voltandosi indietro, si gode il panorama sul Gruppo del Sella, con la sua cima massima del Piz Boè (3.152 m). Proseguendo lungo lo stesso sentiero, si trova sulla sinistra la cima Cunturines (3067 m) e il Piz de Lavarela (3056 m), mentre a destra vi sono il Monte Cavallo (2914 m) (da non confondere coll'omonimo e vicino Monte Cavallo), il monte Casale (2898 m) e la Furcia Rossa (2796 m) dove passa anche il "sentiero della Pace". In un'altra ora si giunge alla malga di Fanes Grande (2110 m), alle cui spalle si trova il Col Bechei (2796 m).
Sempre proseguendo lungo il sentiero n. 11, si risale per circa altri 20 minuti e si arriva al lago di Limo (2154 m). Camminando si inizia ad aprire un bel panorama che offre all'escursionista un'ampia visione sulle cime dolomitiche: la Cima Dieci (3026 m), la Cima Nove (2971 m) e il Piz De Sant Antone (2656 m). Ancora più' avanti si arriva ad una croce, da dove si intravedono il rifugio Fanes (2062 m) e il rifugio Lavarella (2038 m), circondati da un anfiteatro rinomato, il "parlamento delle marmotte". Fino al rifugio Fanes si percorrono in due ore e 40 minuti circa 9 chilometri con un dislivello di 600 metri.
Da qui per scendere verso San Vigilio di Marebbe si prende il sentiero n. 7, che porta attraverso la valle Rudo, al rifugio Pederü (1577 m), in 1,5 ore.

### Via della Pace
La cosiddetta “via della Pace” è un lungo sentiero attrezzato con alcuni tratti di via ferrata.
Partendo dalla malga di Fanes Grande (2110 m), si segue il sentiero n. 17 verso sud-est, per raggiungere in circa 2 ore il bivacco della pace (2758 m). Da qui il sentiero prosegue in quota, seguendo i tracciati aperti dai soldati austro-ungarici durante la prima guerra mondiale. Dopo circa 1 ora si arriva in cima alla furcia Rossa (2796 m). Da qui si prosegue in direzione nord, con la possibilità di ritornare al punto di partenza in 1,5 ore.
In totale questo percorso è fattibile in 5/6 ore, affrontando un dislivello di 900 metri; lungo il percorso sono visibili postazioni di guerra austriache e italiane.